# مارک دروین
مارک دروین (انگلیسی: Mark Derwin؛ زادهٔ ۲۸ اکتبر ۱۹۶۰) یک هنرپیشهاهل ایالات متحده آمریکا است.
از فیلم‌ها یا برنامه‌های تلویزیونی که وی در آن نقش داشته است می‌توان به اورست و اعمال کثیف اشاره کرد.